# Helmut Krasser (Philologe)
Helmut Krasser (* 1959 in Geislingen an der Steige) ist ein deutscher Altphilologe.
Er studierte von 1978 bis 1986 Lateinische Philologie, Germanistik, Mittellateinische Philologie und Griechische Philologie an der Universität Tübingen. Nach dem Staatsexamen 1984 arbeitete er bis 1990 als wissenschaftlicher Angestellter am Philologischen Seminar der Universität Tübingen. Nach seiner Promotion, die er 1989 mit der Dissertation Horazische Denkfiguren: Theophilie und Theophanie als Medium der poetischen Selbstdarstellung des Odendichters erreicht hatte, wurde er 1990 zum Wissenschaftlichen Assistenten ernannt. Nach seiner Habilitation (sine fine lecturias: Zu Leseszenen und literarischen Wahrnehmungsgewohnheiten zwischen Cicero und Gellius, 1996) wurde er zum Oberassistenten befördert. 1999 folgte Krasser einem Ruf an die Universität Gießen auf den Lehrstuhl für Klassische Philologie/Lateinische Philologie.